# Glenkiln Sculptures

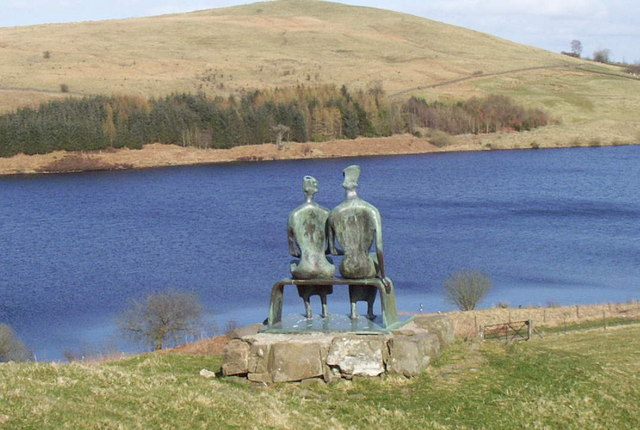
Glenkiln Reservoir

Glenkiln Sculptures is een beeldenpark/beeldenroute in het raadsgebied Dumfries and Galloway, Schotland.

## Geschiedenis
De collectie sculpturen werd vanaf 1951 aangeschaft door Sir William Keswick voor het Schotse landgoed van de Keswick-familie, de Glenkiln bij het Glenkiln Reservoir (6 mijl ten westen van de plaats Dumfries). De sculpturen zijn verspreid over het landgoed geplaatst, zonder bewegwijzering in het open landschap. Het was het eerste beeldenpark in zijn soort in Schotland en werd tussen 1951 en 1976 in samenspraak met Henry Moore aangelegd. Het park diende later als voorbeeld voor Little Sparta van de Schotse beeldhouwer Ian Hamilton Finlay.

## Collectie
- Auguste Rodin : Saint Jean Baptiste (1878/1880)
- Henry Moore : Standing Figure (1950)
- Henry Moore : The King and Queen (1952/1953)
- Jacob Epstein : Visitation (1926)
- Henry Moore : Two Piece Reclining Figure No. 1 (1959) - kopie
- Henry Moore : Glenkiln Cross (1955/1956)

## Fotogalerij

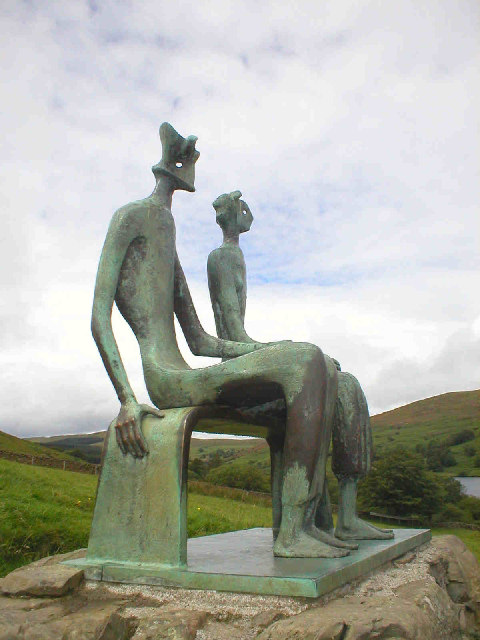
The King and Queen van Henry Moore
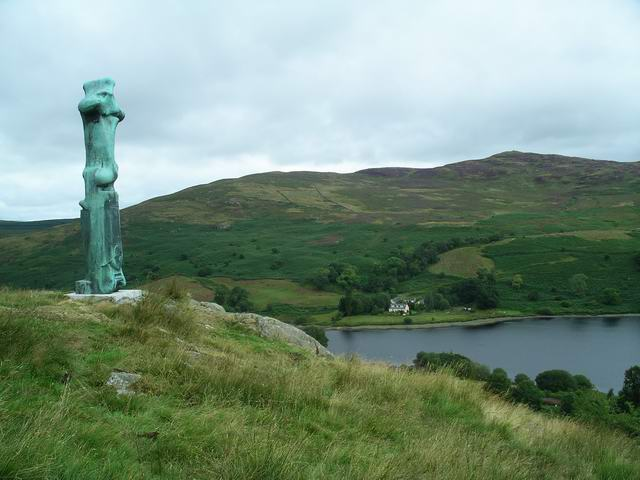
Glenkiln Cross van Henry Moore
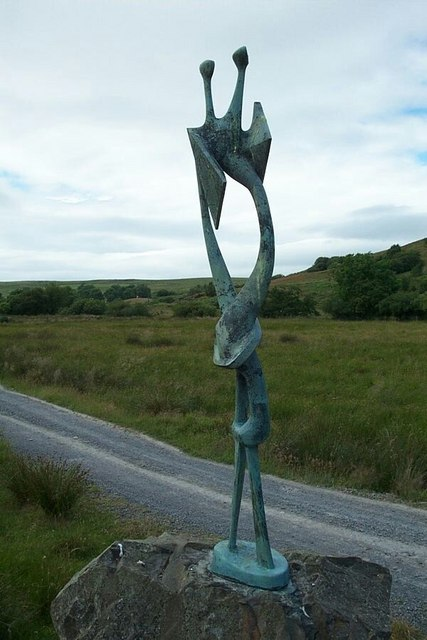
Standing Figure van Henry Moore
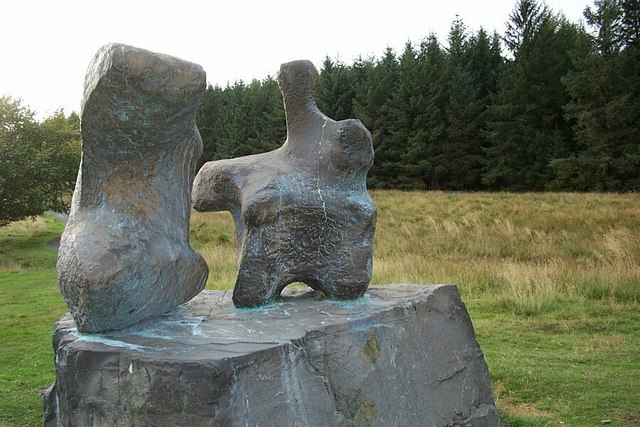
Two Piece Reclining Figure (kopie) van Henry Moore
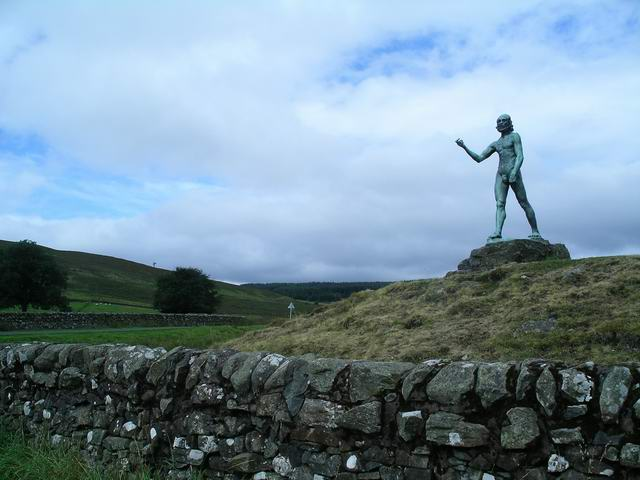
Saint Jean Baptiste van Auguste Rodin
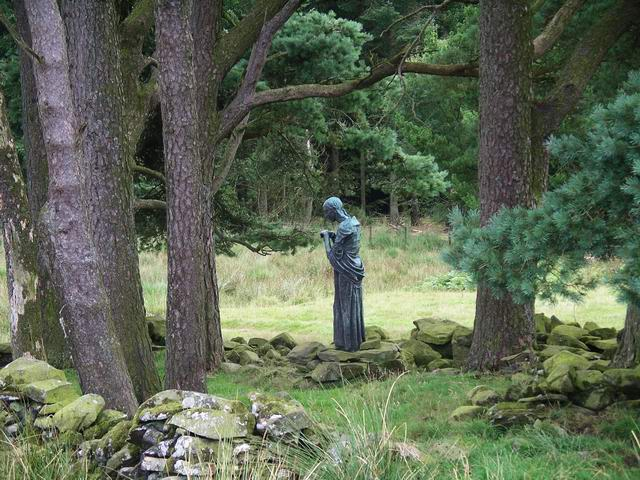
Visitation van Jacob Epstein
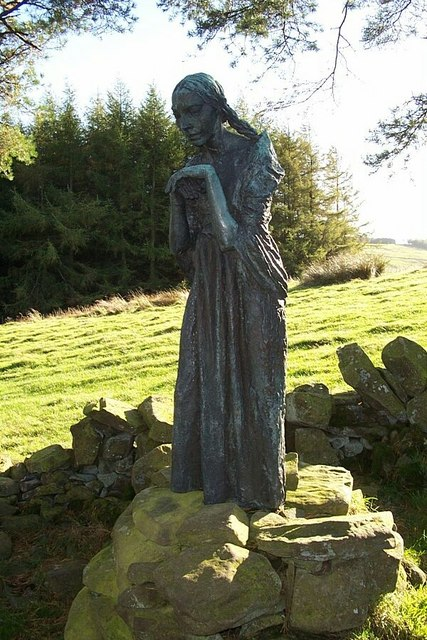
Visitation